# وولودیا هاروتیونیان
وولودیا آندرانیکی هاروتیونیان (ارمنی: Վոլոդյա Անդրանիկի Հարությունյան؛ زادهٔ ۱ اوت ۱۹۶۷) یک  سیاستمدار اهل ارمنستان است که از تاریخ ۱۹۹۰ تا تاریخ ۱۹۹۵ سمت نمایندگی دوره اول شورای عالی جمهوری ارمنستان را برعهده داشت.

## زندگی‌نامه
در ۱ اوت ۱۹۶۷ ‏در ارمنستان به دنیا آمد . 